# S&M
 Denne artikel omhandler heavy-metal-albummet S&M. Opslagsordet har også en anden betydning, se sadomasochisme.
S&M-albummet fra heavy metal-bandet Metallica, består i et samarbejde mellem Metallica og symfoniorkesteret i San Francisco og blev udgivet i 1999. Albummet indeholder samtlige sange fra albummet Ride the Lightning til ReLoad samt nye sange "− Human" and "No Leaf Clover". Human er før blevet spillet uden symfoniorkesteret men No Leaf Clover er aldrig og der er hvergang til liveshows blevet brugt at bånd fra symfoniorkesteret. Albummet navn kommer fra S som står for symfoni og M som står for Metallica. 
Gennem showet ændrede Hetfield sangen "Of Wolf And Man" til "Of Wolfgang And Man" som en perspektivering til pianisten Wolfgang Amadeus Mozart.

## Numre

### Disk 1
1. "The Ecstasy of Gold" – 2:30 (originalt indspillet af Ennio Morricone og udgivet på The Good, the Bad and the Ugly soundtrack)
2. "The Call of Ktulu" – 9:34 (Original version på Ride the Lightningalbum)
3. "Master of Puppets" – 8:54 (Original version på Master of Puppetsalbum)
4. "Of Wolf and Man" – 4:18 (Original version på Metallicaalbum)
5. "The Thing That Should Not Be" – 7:26 (Original version på Master of Puppetsalbum)
6. "Fuel"  – 4:35 (Original version på ReLoadalbum)
7. "The Memory Remains" – 4:42 (Original version på ReLoadalbum)
8. "No Leaf Clover" – 5:43 (Nyt nummer)
9. "Hero of the Day" – 4:44 (Original version på Loadalbum)
10. "Devil's Dance" – 5:26 (Original version på ReLoadalbum)
11. "Bleeding Me" – 9:01 (Original version på Loadalbum)

### Disk 2
1. "Nothing Else Matters" – 6:47 (Original version på Metallicaalbum)
2. "Until It Sleeps" – 4:29 (Original version på Loadalbum)
3. "For Whom the Bell Tolls" – 4:52 (Original version på Ride the Lightningalbum)
4. "- Human" – 4:19 (Nyt nummer)
5. "Wherever I May Roam" – 7:01 (Original version på Metallicaalbum)
6. "The Outlaw Torn" – 9:58 (Original version på Loadalbum)
7. "Sad But True" – 5:46 (Original version på Metallicaalbum)
8. "One" – 7:53 (Original version på ...And Justice for Allalbum)
9. "Enter Sandman" – 7:39 (Original version på Metallicaalbum)
10. "Battery" – 7:24 (Original version på Master of Puppetsalbum)